# Monomorium evansi
Monomorium evansi är en myrart som beskrevs av Horace Donisthorpe 1918. Monomorium evansi ingår i släktet Monomorium och familjen myror. Inga underarter finns listade i Catalogue of Life.